# A Fickle Girl
A Fickle Girl è un cortometraggio muto del 1910 diretto da Lewin Fitzhamon.

## Trama
Una giovane zingara lascia il suo amante per un signorotto, ma quest'ultimo le preferisce un'altra.

## Produzione
Il film fu prodotto dalla Hepworth.

## Distribuzione
Distribuito dalla Hepworth, il film - un cortometraggio di 145 metri - uscì nelle sale cinematografiche britanniche nel gennaio 1910.
Si conoscono pochi dati del film che, prodotto dalla Hepworth, fu distrutto nel 1924 dallo stesso produttore, Cecil M. Hepworth. Fallito, in gravissime difficoltà finanziarie, il produttore pensò in questo modo di poter almeno recuperare il nitrato d'argento della pellicola.